# Перспективная архитектоника
Перспективная архитектоника (лат. Architectonica perspectiva) — вид морских брюхоногих моллюсков из семейства Architectonicidae.
Раковина крупная и крепкая с низким завитком и плоским основанием; длина от 5 до 8,5 см; окраска от белого до жёлто-коричневого цвета. Раковина двухслойная: она образует спиральную полость, в которую моллюск для безопасности откладывает свои яйца.
Вид распространён в Индо-Тихоокеанской области на глубине от 30 до 100 м. Обитает на мелководье на песчаном грунте, в который моллюски закапываются.